# 第9回アジア・フィルム・アワード
第9回アジア・フィルム・アワードは、2015年2月25日にノミネーションが発表され、3月25日にマカオのベネチアン・シアターにて授賞式が行われた。
審査委員長には香港の映画監督であるメイベル・チャンが就任。特別審査員として俳優のアーロン・クオックほか14人の審査委員も発表され、日本からは俳優の別所哲也と東京国際映画祭のプログラミングディレクターの石坂健治が選ばれた。

## 候補の一覧

### 作品賞
- 薄氷の殺人
- ブラインド・マッサージ
- Haider
- 自由が丘で
- 国際市場で逢いましょう
- そこのみにて光輝く

### 監督賞
- ロウ・イエ - 『ブラインド・マッサージ』
- 塚本晋也 - 『野火』
- ラブ・ディアス - 『昔のはじまり』
- ビシャール・バールドワージ - 『Haider』
- ホン・サンス - 『自由が丘で』
- アン・ホイ - 『黄金時代』・

### 主演男優賞
- リヤオ・ファン - 『薄氷の殺人』
- 加瀬亮 - 『自由が丘で』
- ラウ・チンワン - 『インターセプション 盗聴戦』・
- イーサン・ルァン - 『軍中楽園』
- チェ・ミンシク - 『バトル・オーシャン 海上決戦』
- 佐藤健 - 『るろうに剣心 伝説の最期編』

### 主演女優賞
- ペ・ドゥナ - 『私の少女』
- コン・リー - 『妻への家路』
- ヴィッキー・チャオ - 『最愛の子』・
- カルキ・ケクラン - 『マルガリータで乾杯を!』
- 宮沢りえ - 『紙の月』
- タン・ウェイ - 『黄金時代』

### 新人賞
- ド・ギョンス - 『明日へ』
- チャン・ホエウェン - 『妻への家路』
- イヴァナ・ウォン - 『Golden Chickensss』
- 登坂広臣 - 『ホットロード』
- ジャン・ホワユイン - 『コードネームは孫中山』

### 助演男優賞
- チョ・ジヌン - 『最後まで行く』
- チン・ハオ - 『ブラインド・マッサージ』
- チェン・ジェンビン - 『軍中楽園』
- ワン・チーウェン - 『黄金時代』
- 伊藤英明 - 『WOOD JOB!〜神去なあなあ日常〜』

### 助演女優賞
- ハン・イェリ - 『海にかかる霧』
- タバッスム・ハーシュミー - 『Haider』
- ワン・チェン - 『軍中楽園』
- 池脇千鶴 - 『そこのみにて光輝く』
- 黒木華 - 『小さいおうち』

### 脚本賞
- キム・ソンフン - 『最後まで行く』
- ディアオ・イーナン - 『薄氷の殺人』
- チェイタニア・タムヘイン - 『裁き』
- リ・チーアン - 『黄金時代』
- 高田亮 - 『そこのみにて光輝く』

### 撮影賞
- トン・ジンソン - 『薄氷の殺人』
- ツォン・ジエン - 『ブラインド・マッサージ』
- チェ・チャンミン - 『群盗』
- 近藤龍人 - 『私の男』
- マット・フラネリー、Dimas Imam Subhono - 『ザ・レイド GOKUDO』

### 美術賞
- リウ・チン - 『弾丸と共に去りぬ -暗黒街の逃亡者-』
- Subrata CHAKRABORTY、アミット・レイ - 『Haider』
- パク・イルヒョン - 『群盗』
- 林田裕至、佐久嶋依里 - 『喰女-クイメ-』
- イー・チェンチョウ - 『タイガー・マウンテン 雪原の死闘』

### 作曲賞
- ツイ・ジェン、リウ・ユエン - 『Blue Sky Bones』
- ジャーン・イーリン、久石譲、ペン・ドウ、ジョージ・アコニー、シュウ・ナン - 『弾丸と共に去りぬ -暗黒街の逃亡者-』
- マイキー・マクリアリー - 『マルガリータで乾杯を!』
- モグ - 『王の涙 -イ・サンの決断-』
- BCDMG - 『TOKYO TRIBE』

### 編集賞
- キム・チャンジュ - 『最後まで行く』
- 須永弘志 - 『サンブンノイチ』
- パトリック・タム、カーレン・パン - 『クリミナル・アフェア 魔警』
- コン・チーリョン、マンダ・ワイ - 『黄金時代』
- ギャレス・エヴァンス - 『ザ・レイド GOKUDO』

### 視覚効果賞
- リック・サンダー、クリストフ・ゾリンジャー - 『弾丸と共に去りぬ -暗黒街の逃亡者-』
- 山崎貴 - 『寄生獣』
- トン・カーワイ、ケン・ラウ、ランディ・チェ、ラッキー・トレーシー・ハンナー - 『ミッドナイト・アフター』
- カン・チョウイク - 『パイレーツ』
- キム・ウォク - 『タイガー・マウンテン 雪原の死闘』

### 衣装デザイン賞
- リアン・ティンティン - 『ブレイド・マスター』
- ウィリアム・チャン - 『弾丸と共に去りぬ -暗黒街の逃亡者-』
- 柘植伊佐夫 - 『喰女-クイメ-』
- チョン・ギョンヒ - 『王の涙 -イ・サンの決断-』
- クォン・ヨーチン - 『タイガー・マウンテン 雪原の死闘』